# Fernana (délégation)
Fernana est une délégation tunisienne dépendant du gouvernorat de Jendouba.
En 2004, elle compte 52 690 habitants dont 25 819 hommes et 26 871 femmes répartis dans 11 595 ménages et 12 424 logements.